# Makary II (biskup turowski)
Makary II (zm. 1558) – prawosławny biskup turowski.

## Życiorys
Przed 1558 Makary był przełożonym Monasteru Leszczyńskiego. Nominację na biskupa turowskiego uzyskał dzięki protekcji starosty pińskiego Stanisława Falczewskiego i uznaniu, jakie wyrażała względem jego osoby królowa Bona. Objęcie przez niego urzędu zostało ogłoszone w liście Bony z 14 maja 1552. Makary był powszechnie uważany za duchownego znakomicie wykształconego i godnie sprawującego swoje obowiązki.
W czasie sprawowania urzędu biskupa turowskiego przez Makarego II nadal ciągnął się spór majątkowy między eparchią turowską a Aleksandrą Ostrogską, jak również między kilkoma innymi poleskimi właścicielami ziemskimi. W 1554 król Zygmunt August pisał do księcia Semena Dubrowickiego w sprawie bezprawnego zagarnięcia przez niego wsi Ryczew. W 1555 spierał się także ze Stanisławem Falczewskim o dochód z folwarku nowodworskiego. Makary II wdał się także w konflikt z przełożonym Monasteru Leszczyńskiego, którego w 1556 oskarżył w liście do królowej Bony o uchylanie się od swoich obowiązków.
Dzięki dawnym i nowym nadaniom biskup Makary II zgromadził w swoich rękach znaczne dobra ziemskie, w szczególności place w centralnej części Pińska, ale także w innych miejscowościach eparchii. Eparchią turowską kierował do śmierci w 1558.